# Cryptocreagris tibialis
Espèce
Synonymes
- Ideobisium tibiale Banks, 1909

Cryptocreagris tibialis est une espèce de pseudoscorpions de la famille des Neobisiidae.

## Distribution
Cette espèce est endémique du Colorado aux États-Unis. Elle se rencontre dans le comté de Teller vers Florissant.

## Description
L'holotype mesure 4,2 mm.

## Systématique et taxinomie
Cette espèce a été décrite sous le protonyme Ideobisium tibiale par Banks en 1909. Elle est placée dans le genre Syarinus par Chamberlin en 1930, dans le genre Microcreagris par Hoff en 1956 puis dans le genre Cryptocreagris par Ćurčić en 1993.

## Publication originale
- Banks, 1909 : New Pseudoscorpionida. Canadian Entomologist, vol. 41, p. 303-307 (texte intégral).